# Hugo Skopnik
Hugo Carl Theodor Skopnik (* 29. Dezember 1857 in Bromberg, Westpreußen; † 14. Juli 1943 in Gleiwitz, Oberschlesien) war ein deutscher Kolonialbeamter, Berliner Notar und (kommissarischer) Landeshauptmann der Neuguinea-Kompagnie.

## Leben
Über Hugo Skopnik ist vergleichsweise wenig überliefert. Er war ein Sohn des aus Königsberg stammenden Amtsgerichtsrats in Bromberg Theodor Skopnik und seiner Ehefrau Adele, geb. Raabe, verw. Henning. Bei seiner Taufe am 9. Februar 1858 fungierten als Paten Justizrat August Geßler, Kreisphysikus Dr. Junker, Regierungsassessor le Juge sowie die „Fräuleins“ Lina Deekens, Rosa Pohl und Emma Raabe.
Hugo Skopnik war zweimal verheiratet. Am 29. November 1901 heiratete er die aus Oerden (heute Uradz), Kreis Neustettin, gebürtige Franziska Kirchenwitz.
Am 19. August 1886 wurde in der Thorner Presse bekannt gemacht: „Der Rechtsanwalt Skopnik in Mewe ist zur Rechtsanwaltschaft bei dem Landgericht zu Stolp zugelassen.“
Hugo Skopnik starb am 14. Juli 1943 im Städtischen Krankenhaus von Gleiwitz. Damals hatte er mit seiner Ehefrau Franziska im Haus Seminarstraße 10 in Myslowitz im Kreis Kattowitz gewohnt.

## Im Dienst der Neuguinea-Kompagnie
Nachdem Landeshauptmann Curt von Hagen, Generaldirektor der Neu-Guineagesellschaft, auf einer Reise durch das Schutzgebiet von Eingeborenen ermordet worden war, wurde Hugo Skopnik, der zuletzt in Stolp i. P. als Rechtsanwalt arbeitete, als dessen Nachfolger auserkoren. Er trat am 27. Juli 1897 von Genua aus die Ausreise an.

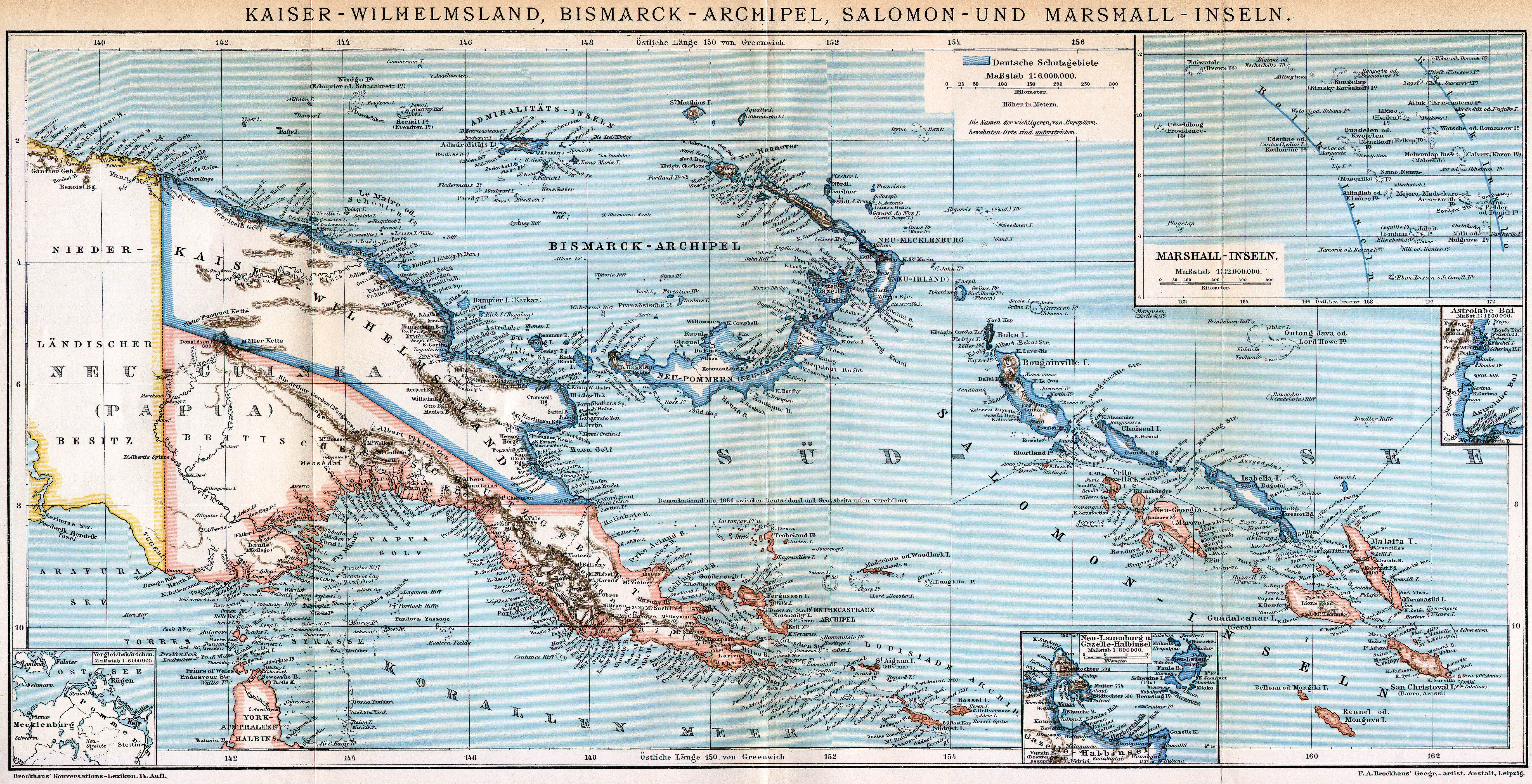
Deutsch-Neuguinea (Grenzen vor 1898).

Das Amt des Landeshauptmanns der Neuguinea-Co. bekleidete Rechtsanwalt Hugo Skopnik kommissarisch vom 11. September 1897 bis 16. Oktober 1898. Die Neuguinea-Kompanie war 1884 in Berlin durch den Bankier Adolph von Hansemann zum Erwerb von Kolonialbesitz im westlichen Teil der Südsee gebildet worden. Nach dessen Anweisungen hatte Skopnik nach den Erinnerungen des Richters und stellvertretenden Gouverneurs in Deutsch-Neuguinea Heinrich Schnee zu arbeiten.
Hugo Skopnik blieb der letzte Landeshauptmann der Neuguinea-Kompagnie. Nach der Erinnerung von Zeitgenossen war die auf ihn gefallene Wahl allerdings nicht die beste gewesen. So schreibt der Lieutenant a. D. Hans Blum später:

„Der Tod Kurts von Hagen war ein harter Schlag für die junge Kolonie, die seiner rastlosen Thatkraft ziemlich Alles verdankt, was in Neu-Guinea bleibenden Werth hat und entwickelungfähig ist. Nicht als ob unter seinen Vorgängern nicht zeitweilig auch recht brauchbare und tüchtige Beamte gewesen wären, aber Admiräle, Geheime Oberposträthe und Gerichtsassessoren mögen an und für sich recht nützlich sein, in Kaiser Wilhelms-Land waren sie jedenfalls nicht am Platze und haben für ihre mangelnde Sachkenntniß nur schlecht durch endlose Schreibereien und Verfügungen entschädigt. Das bureaukratische System der Gesellschaft – wenn man einen beständigen Wechsel überhaupt ein System nennen kann – verlangte freilich Leute, die auch im Urwalde die Feder handhaben, um schöngefärbte Berichte für die Aktionäre herzustellen. Nun scheint die Neu-Guinea-Compagnie in ihrem jetzigen ersten Beamten, dem Rechtsanwalt Skopnik, einen Generaldirektor ganz nach ihren Wünschen gefunden zu haben; und seit dieser Herr seine hinterpommersche Anwaltspraxis ‚aus Familienrücksichten‘ aufgegeben hat, mag er allerdings rein chromatistische Grundsätze über das Geldverdienen adoptirt haben. Zum Kolonialbeamten konnte er sich aber nur in Folge seiner totalen Unkenntniß der Verhältnisse für befähigt halten. Dank seiner Thätigkeit befindet sich die Kolonie seit Jahresfrist in völligem Stillstand und als Leibtrabant dient ihm ein dem Zuge des Bacchus entsprungener Silen, der, in der Linken das perlende Naß, mit der Rechten eine Maid aus Batavia an seine Brust drückend, gelegentlich bekannt werden läßt, daß die von ihm geplante Ramu-Expedition trotz den schier unüberwindlichen Schwierigkeiten demnächst beginnen wird.“

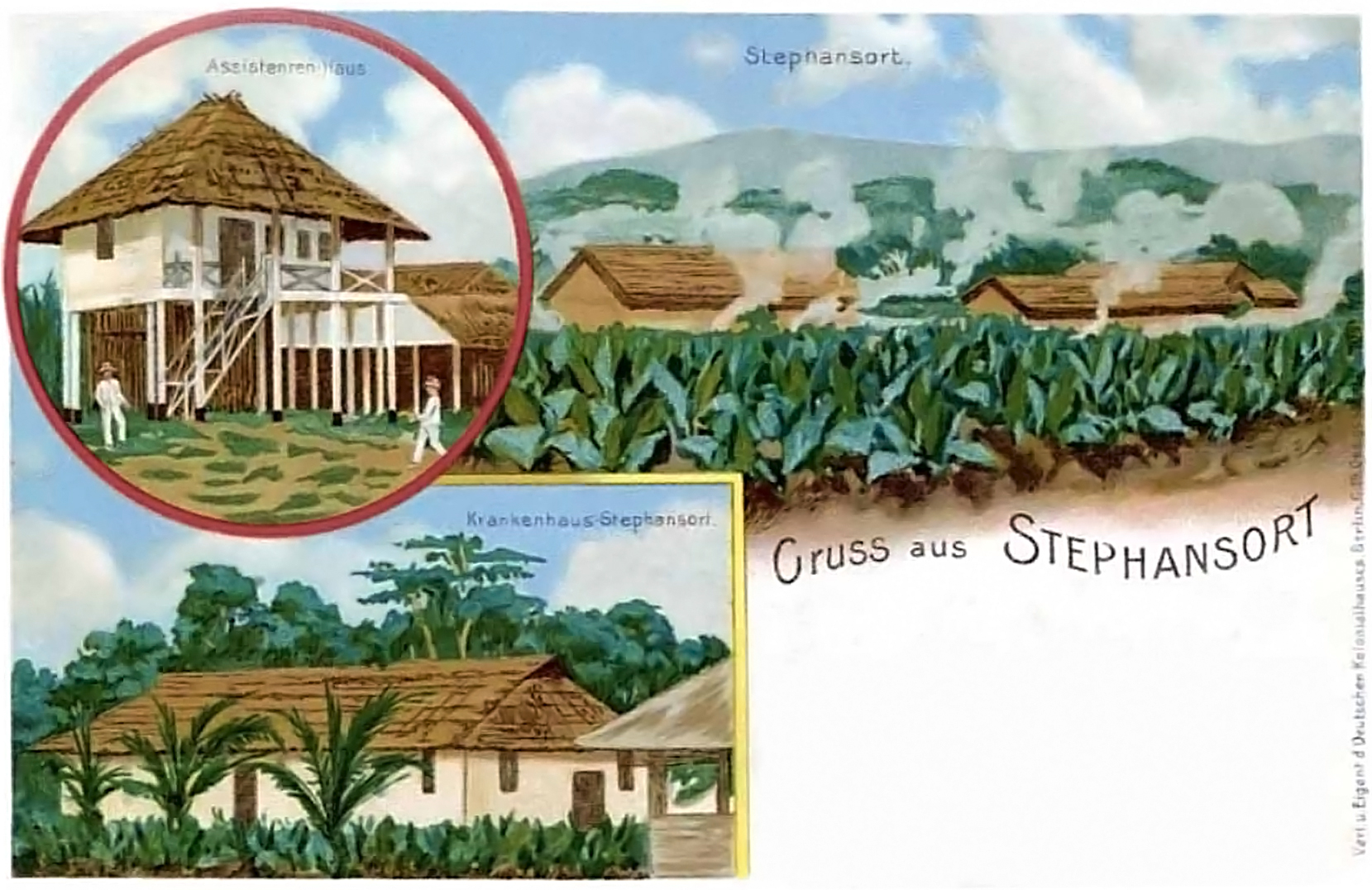
Postkarte aus der Handelsstation Stephansort, welche noch die 1901 aufgegebenen Tabakpflanzungen zeigt.

„Die Geschäfte der bisherigen Landeshauptmannschaft der Neu-Guinea-Kompagnie wurden mir von dem Generaldirektor und bisherigen Landeshauptmann der Neu-Guinea-Kompagnie, Herrn Skopnik, welcher zu diesem Zweck von Stephansort nach Herbertshöhe herübergekommen war, übergeben“, erinnerte sich später Heinrich Schnee.
In der Norddeutschen Allgemeinen Zeitung vom 6. Oktober 1909 annoncierte Hugo Skopnik: „Bin als Rechtsanwalt zugelassen bei Königl. Landgericht II Berlin, Büro: W. 57, Bülowstr. 73, I. 9700 / Justizrat Hugo Skopnik, bis Juli 1908 Kgs.-Wusterhausen.“
Hugo Skopnik bewarb sich 1910 beim Reichskolonialamt. Inzwischen lebte er mit der Amtsbezeichnung Justizrat in Friedenau, Hähnelstr. 20.
Im Juli 1912 wurde Justizrat Skopnik für die Dauer seiner Zulassung zur Rechtsanwaltschaft zum Notar im Bezirk des Amtsgerichts Berlin-Schöneberg ernannt. Er praktizierte noch im Jahr 1939, inzwischen in Berlin-Charlottenburg, Leibnizstraße 44, wie aus einer öffentlichen Zustellung im Deutschen Reichsanzeiger und Preußischen Staatsanzeiger vom 3. November 1939 ersichtlich ist. 